# Jan Koželuh (tennista)
Jan Koželuh (Praga, 29 gennaio 1904 – Fort Lauderdale, 4 giugno 1979) è stato un tennista cecoslovacco.

## Biografia
Era il fratello minore di Karel tennista professionista e membro dell'International Tennis Hall of Fame.

## Carriera
Durante le olimpiadi di Parigi 1924 ha raggiunto il terzo turno sia in singolare che nel doppio maschile, negli Slam ha disputato i quarti di finale a Wimbledon nel biennio 1926-27.
Ha fatto parte della squadra ceca di Coppa Davis dal 1924 al 1930 vincendo ventinove incontri e perdendone diciassette, in due diverse occasioni ha raggiunto la finale europea venendo sconfitto dai moschettieri francesi nel 1924 e della selezione italiana quattro anni dopo. Ha ottenuto la decima posizione mondiale nel 1927 e successivamente è passato tra i professionisti negli anni '30 partecipando a tour negli Stati Uniti.